# Un pour tous… chacun ma gueule
Albums de Marcel et son Orchestre
Si t'en reveux, y'en re n'a ! E=CM2
Un pour tous…chacun ma gueule est un album de Marcel et son orchestre

## Liste des titres
1. Hey gamin
2. Petite culotte
3. Soleil dans les bouchons
4. Fil à retordre
5. Baisse la tête
6. Minimum requis
7. Détournement de studio
8. Angélique
9. La voix d'Alice
10. Blasphème
11. Le pornographe
12. Ma copine Cathy
13. Proce'bal
14. Utopistes debout
15. Bad Trip Poker
16. Dédé